# Sapone da barba
Il sapone da barba è un particolare tipo di sapone utilizzato per produrre schiuma mediante l'uso di un pennello da barba. La schiuma prodotta viene utilizzata per coprire le zone da radere per proteggere la pelle e lubrificarla, agevolando l'uso di un rasoio manuale. Attualmente il sapone da barba è meno utilizzato rispetto alla schiuma da barba in bomboletta, ma gode di un buon seguito tra tutti coloro che sono inclini ad usare metodi tradizionali di rasatura, o hanno pelli particolarmente delicate,vogliono ridurre l'impatto ambientale o i costi.

## Storia
Saponi specificatamente pensati per essere utilizzati per la rasatura sono noti fin dall'inizio del diciannovesimo secolo. Negli Stati Uniti il sapone Williams è tuttora prodotto fin dal 1840 e un brevetto per una ciotola da barba specifica per questo sapone è stato depositato nel 1867. Già nella stessa epoca circolavano i primi saponi in stick ovvero saponi da barba di forma cilindrica che si prestano molto bene ad essere passati sul pennello oppure direttamente in viso.

## Forma e aspetto
I saponi da barba possono avere tre formati principali: in forma circolare schiacciata, in stick e in panetti dalla forma di un parallelepipedo (come un piccolo "mattone").
I saponi da barba di forma circolare sono in genere pensati per essere utilizzati nei tradizionali recipienti da barba. In genere presentano un lato arrotondato proprio per agevolare tale utilizzo. Saponi d'alto livello possono essere venduti direttamente con il loro contenitore adatto ad essere usato per passare il pennello oppure sciolti come ricambio per il contenitore; questi contenitori possono essere di plastica, vetro, legno o ceramica e sono, in generale, a forma di scodella per facilitare la presa con una singola mano. Alcuni contenitori presentano uno o più fori per permettere la fuoriuscita dell'acqua che rimane nel contenitore a contatto con il sapone stesso.
A differenza delle normali saponette utilizzate per l'igiene personale, i saponi da barba hanno una forma di parallelepipedo simile a quella di un "mattone": tale forma, infatti, ne limita la praticità d'uso, a meno che non venga operato un adeguato "reboxing" entro appositi contenitori più piccoli di una parte di esso. Spesso questo avviene per i saponi di tipo artigianale (per es. il Valobra) oppure per le confezioni che contengono quantità pensate per l'uso professionale (tagli da 500 grammi o 1000 grammi) che spesso sono confezionati in un unico panetto avvolto in plastica, o carta paraffinata, contenuto a sua volta entro una semplice confezione di cartone recante le caratteristiche (ad es. Vitos, Cella e 3P ne sono tre classici esempi).

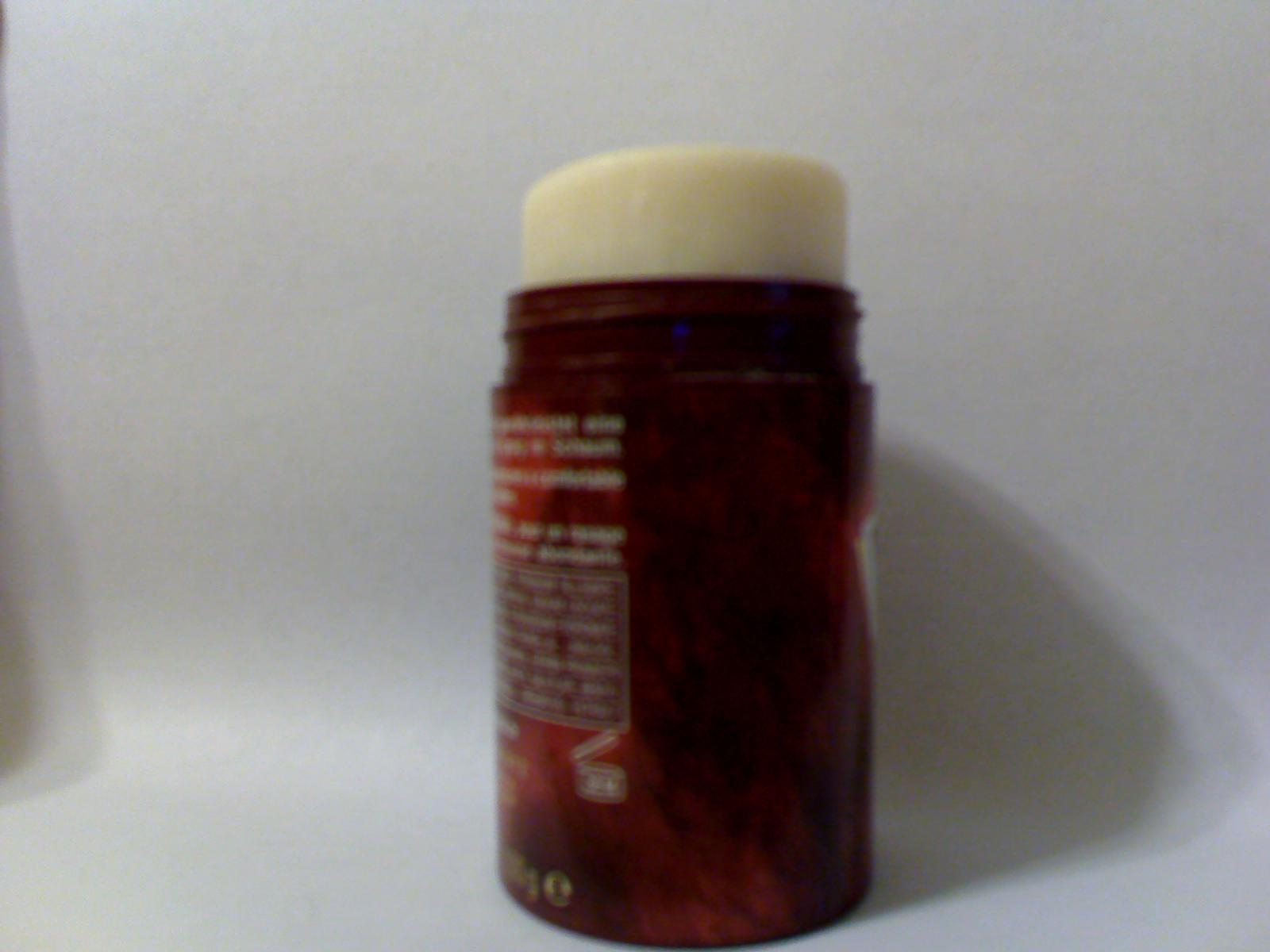
Un sapone da barba in formato stick commercializzato in un tubo di plastica

Il sapone da barba in formato stick è in genere cilindrico, pesa intorno ai 100 grammi ed è avvolto in plastica, carta paraffinata, oppure stagnola in modo da scoprirne solo l'estremità che verrà usata (come ad esempio il sapone "Arko"). Sono pensati per essere utilizzati con una mano ed essere spalmati direttamente sulla barba bagnata e, successivamente, montati direttamente sul viso con il pennello: sono pratici e frequentemente adoperati per le toilette da viaggio.
A prescindere dal fattore di forma, i saponi da barba possono avere una consistenza dura o semidura: i primi sono in tutto e per tutto simili ad una normale saponetta; a tale categoria appartengono buona parte dei saponi venduti in ciotola ed in formato di stick; spesso questi saponi subiscono un particolare tipo di lavorazione che consiste nel far passare più volte (almeno tre, secondo la lavorazione detta "triple milled") l'impasto attraverso rulli d'acciaio in modo da ridurre il più possibile l'inclusione di bolle d'aria nell'impasto ed ottenere allo stesso tempo un impasto particolarmente uniforme ed omogeneo nella composizione.
Viceversa i secondi, sono spesso saponi artigianali venduti in panetti e presentano una consistenza simile a quella dell'argilla, come ad es. per lo storico marchio Vitos o il 3P.

## Utilizzo
I saponi da barba duri e semiduri devono essere utilizzati con l'apposito pennello da barba per ottenere la schiuma necessaria alla rasatura. Il pennello da barba, abbondantemente inumidito per alcuni minuti in acqua calda e poi strizzato, viene passato sul sapone con movimenti circolari ripetuti ed energici per far sì che questo ricopra le setole del pennello: successivamente viene utilizzata una ciotola a parte (tecnica del "montaggio in ciotola") oppure viene applicato direttamente sul volto umido (tecnica del "montaggio sul viso" o "face lathering") per ottenere la schiuma.
Il sapone da barba in stick in genere viene direttamente spalmato sul pelo del volto bagnato e successivamente montato a schiuma con il pennello; grazie alle loro dimensioni compatte ed all'utilizzo del montaggio direttamente sul viso, è possibile ricorrere a pennelli più piccoli che non richiedono l'ausilio della ciotola. Sono spesso considerati saponi idonei alla toilette da viaggio.
Infine esiste anche la categoria dei saponi per la barba in crema: sono in genere contenuti in tubetti d'alluminio morbido (proprio come i dentifrici) o in apposite "vesciche" di plastica flessibile nel caso dei grossi formati professionali da oltre 500 grammi (ad es. Vitos). Come nel caso dei saponi da barba duri e semiduri, anche il montaggio dei saponi in crema può avvenire direttamente sul volto, oppure nella classica ciotola da barba.

## Ingredienti
I saponi da barba sono prodotti con gli stessi sistemi di lavorazione dei saponi normali, ma con una scelta oculata degli ingredienti orientata all'ottenimento di una schiuma compatta ma soffice, sufficientemente abbondante e persistente. Per la loro saponificazione vengono usati sia l'idrossido di potassio (KOH) che l'idrossido di sodio (NaOH) invece che il solo idrossido di sodio: questo perché per avere saponi dalla consistenza liquida o in pasta è preferibile ricorrere al KOH, mentre per i saponi solidi e semisolidi si preferisce l'utilizzo dell'NaOH. Il sego è stato per lungo tempo uno dei componenti più utilizzati e tuttora presente in molti prodotti tradizionali. Alcuni presentano invece altri tipi di grassi di origine vegetale, come l'olio di cocco, l'olio di palma o l'olio di oliva: spesso viene erroneamente attribuita a questi prodotti una qualità inferiore rispetto alle "controparti" contenenti sego, ma è una valutazione del tutto errata, in quanto esistono ormai molti saponi vegetali di altissima qualità. In base alle formulazioni che si confrontano possono essere infatti riscontrate lievi differenze a livello di consistenza, scorrevolezza e persistenza nel tempo della schiuma ottenuta, ma tali differenze possono essere in favore delle formulazioni contenenti sego come anche delle controparti che ne sono prive. La presa di coscienza sul considerevole impatto ambientale ed economico della materia prima sego è stata l'elemento propulsivo che ha dato inizio all'evoluzione delle formule  dei saponi vegetali.
Infine a causa delle recenti ipotesi sulla possibile nocività dei parabeni, molti produttori hanno iniziato ad usare altri conservanti e pubblicizzano l'assenza dei parabeni.

## Vantaggi e svantaggi
Uno dei principali vantaggi nell'utilizzo dei saponi da barba, è il maggior potere idratante rispetto alle schiume da barba in bomboletta. Infatti il sebo corporeo naturalmente presente sulla pelle, ma anche sui peli e capelli, rappresenta una barriera fisiologica protettiva dell'organismo che ostacola la penetrazione dell'acqua e dei batteri/virus nocivi. Il sapone da barba, in virtù dei suoi ingredienti e anche grazie all'effetto sinergico nell'utilizzo con il pennello, riesce a rimuovere/disciogliere completamente e più efficacemente tale barriera. Grazie a ciò, l'acqua può penetrare meglio nei peli e nella cute, idratandola e rendendo i primi più morbidi e meno ispidi, facilitandone quindi il taglio con minori passate e riducendo la possibilità d'irritare la cute. Tutto questo avviene solo limitatamente con l'uso della schiuma in bomboletta che, in generale, ha un basso potere sgrassante e non viene normalmente distribuita con il pennello, ma con le dita.
Il principale svantaggio sta nel fatto che il sapone da barba non è di utilizzo immediato e richiede più spazio e tempo: preparare la schiuma e distribuirla sulla pelle richiede infatti necessariamente più tempo (ma questo tempo è intrinsecamente necessario anche per abituare ed idratare la pelle per prepararla al passaggio della lametta). Inoltre il pennello, l'eventuale ciotola da barba e lo stesso contenitore del sapone da barba complessivamente occupano più spazio di una semplice bomboletta. Tuttavia va sottolineato che il loro trasporto sugli aerei è consentito anche nel bagaglio a mano senza particolari limiti, mentre per le bombolette è previsto un limite massimo di 100 ml.
Il costo iniziale per l'utilizzo di un sapone da barba può essere significativamente più alto di quello richiesto nel caso della schiuma in bomboletta, ma molto dipende dalla marca, dalla tipologia e dai quantitativi che si prendono. Questo è in parte anche dovuto alla necessità d'acquistare un pennello da barba ed eventualmente (ma non obbligatoriamente se si effettua il "montaggio in viso" o "face lathering") una ciotola da barba. Nel caso dei pennelli in pura setola, si parla di pochi euro. Tuttavia questi costi iniziali sono ampiamente compensati dalla significativa maggior durata dei saponi da barba rispetto alle bombolette, ovvero da un costo per rasatura nettamente più basso nonché un minore impatto ambientale considerando la necessità di smaltimento delle bombolette (alluminio e plastiche) e dei propellenti volatili in esse contenuti per ottenere la schiuma.

## Produttori
Le marche più vendute in Italia sono: Proraso, Cella, Valobra, Vitos, Prep, Figaro e 3P.
In Italia esistono molti produttori di saponi da barba artigianali.